# Дико Джелебов
Дико Георгиев Джелебов е български революционер, войвода на Вътрешната македоно-одринска революционна организация.

## Биография
Роден е в Малко Търново. Баща му е куриер на революционната организация, брат му Тодор Джелебов е четник, а сестра му Милка – ятачка. Роднина е на Жеко Джелебов. Завършва трети клас и става учител. По-късно служи в Двадесет и четвърти пехотен черноморски полк в Бургас.
Напуска военната служба и влиза във ВМОРО. От 1901 година е четник при Георги Кондолов. На Конгреса на Петрова нива Джелебов е определен за войвода на Стоиловския революционен участък. На 4 (17) август той получава известие да хвърли първата бомба за оповестяване на Илинденско-Преображенското въстание. Ръководи нападението на участъка в Стоилово. След края на въстанието четата му охранява бягащите българи към българската граница. 
През октомври заедно с четата на Георги Нанкин нападат турското село Сазара.
По време на Хуриета Дико Джелебов се завръща в Ятрос и става учител въпреки недоволството на гръцкия владика. Убит е в местността Татар дере в 1909 година от гръцки терористи.

## Почит
В постоянната експозиция на музея на Малко Търново в местността Петрова нива са запазени лични вещи на Джелебов като неговата униформа, личния му бинокъл, револвер, писалка и други. Бойното знаме на четата на Джелебов днес се съхранява в Националния военноисторически музей в София.
През август 2018 година, в рамките на Летните културни празници на Малко Търново, е открит паметник на Дико Джелебов в центъра на града.